# فرقة المشاة 170 (الفيرماخت)
فرقة المشاة 170 (الألمانية: 170. فرقة المشاة ) كانت فرقة ألمانية في الحرب العالمية الثانية. قاتلت على الجبهة الشرقية لكثير من الحرب.

## التاريخ العملياتي
تم تشكيل الفرقة في 1 ديسمبر 1939.
شاركت الفرة في غزو الدنمارك.
الخطة والقوة الألمانية: تم وضع احتلال الدنمارك في أيدي الفيلق الحادي والعشرين (جنرال المشاة نيكولاوس فون فالكنهورست)، والتي تتكون من فرقتي المشاة 170و198. لاحتلال جوتلاند كانت القوات التالية جاهزة: فرقة المشاة 170تحت اللواء Witte (أفواج المشاة 391 و399 و401 وفوج المدفعية 240)، إلى جانب وحدات أخرى. [بحاجة لمصدر]

## القادة
- اللفتنانت جنرال والتر ويتكي، 1 ديسمبر 1939   - 8 يناير 1942
- اللفتنانت جنرال اروين ساند ، 8 يناير 1942   - 15 فبراير 1943
- الفريق فالتر كراوس ، 15 فبراير 1943   - 15 فبراير 1944
- اللواء فرانز جريسباخ، 15 فبراير 1944   - 16 فبراير 1944
- اللفتنانت جنرال سيجفريد هاس، 16 فبراير 1944   - 8 مايو 1945